# Коггенланд
Коггенланд (нід. Koggenland) — муніципалітет у Нідерландах, у провінції Північна Голландія.
Утоврений 1 січня 2007 року шляхом об'єднання колишніх муніципалітетів Обдам та Вестер-Коггенланд

## Населені пункти муніципалітету
Села
- Авенгорн
- Аудендейк
- Беркгаут
- Вогмер
- Генсбрук
- Гростгейзен
- Де-Горн
- Зейдермер
- Обдам
- Рюстенбург
- Спірдейк
- Схарвауде
- Урсем (частково)

Селища
- Барсдорпермер
- Беркмер
- Бобелдейк
- Нордермер

## Топографія
Нідерландська топографічна карта муніципалітету Коггенланд, липень 2015

## Визначні мешканці
- Рон Влар (нар. 1985 у Генсбруці) — нідерландський футболіст

## Галерея

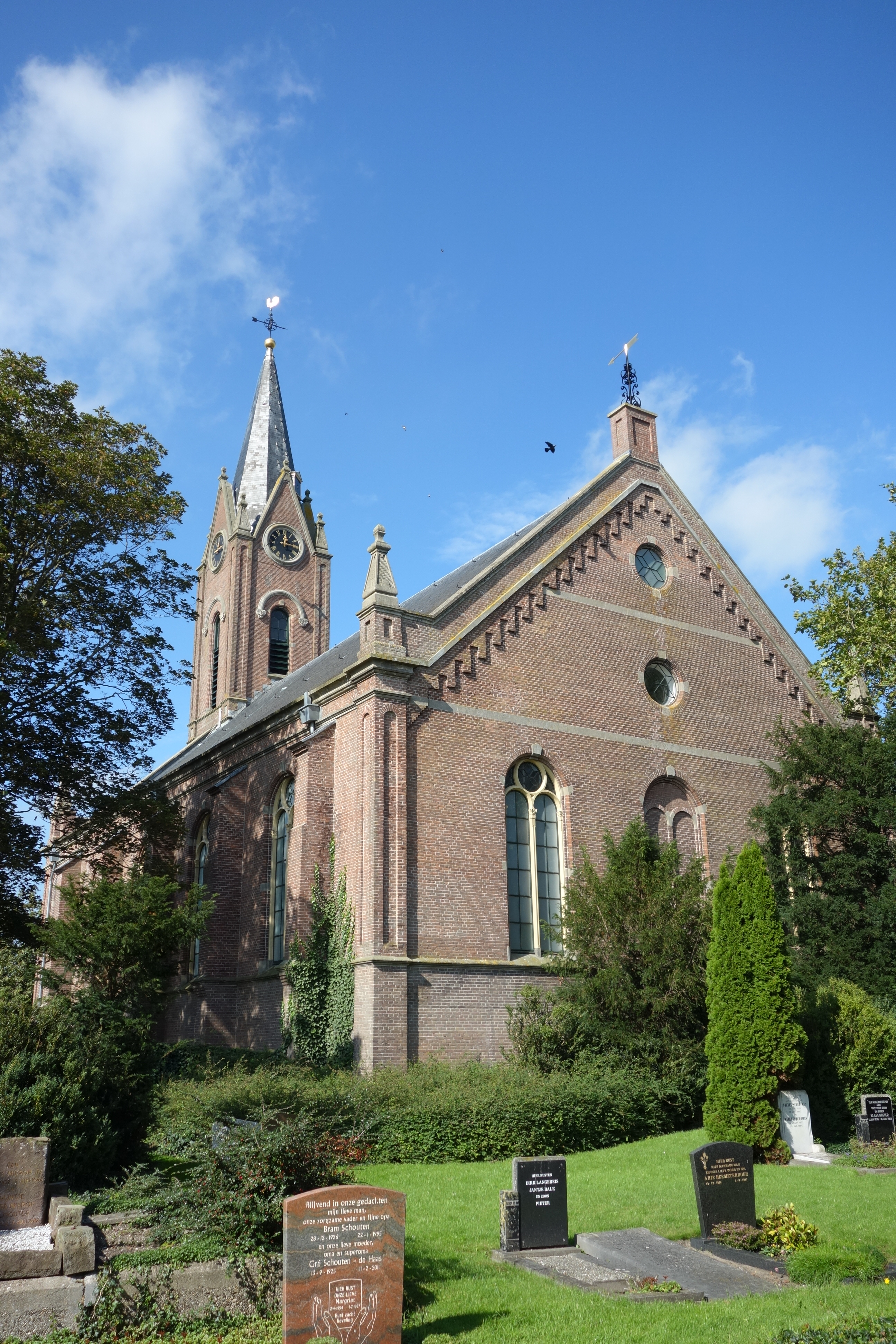
Церква в Беркгауті
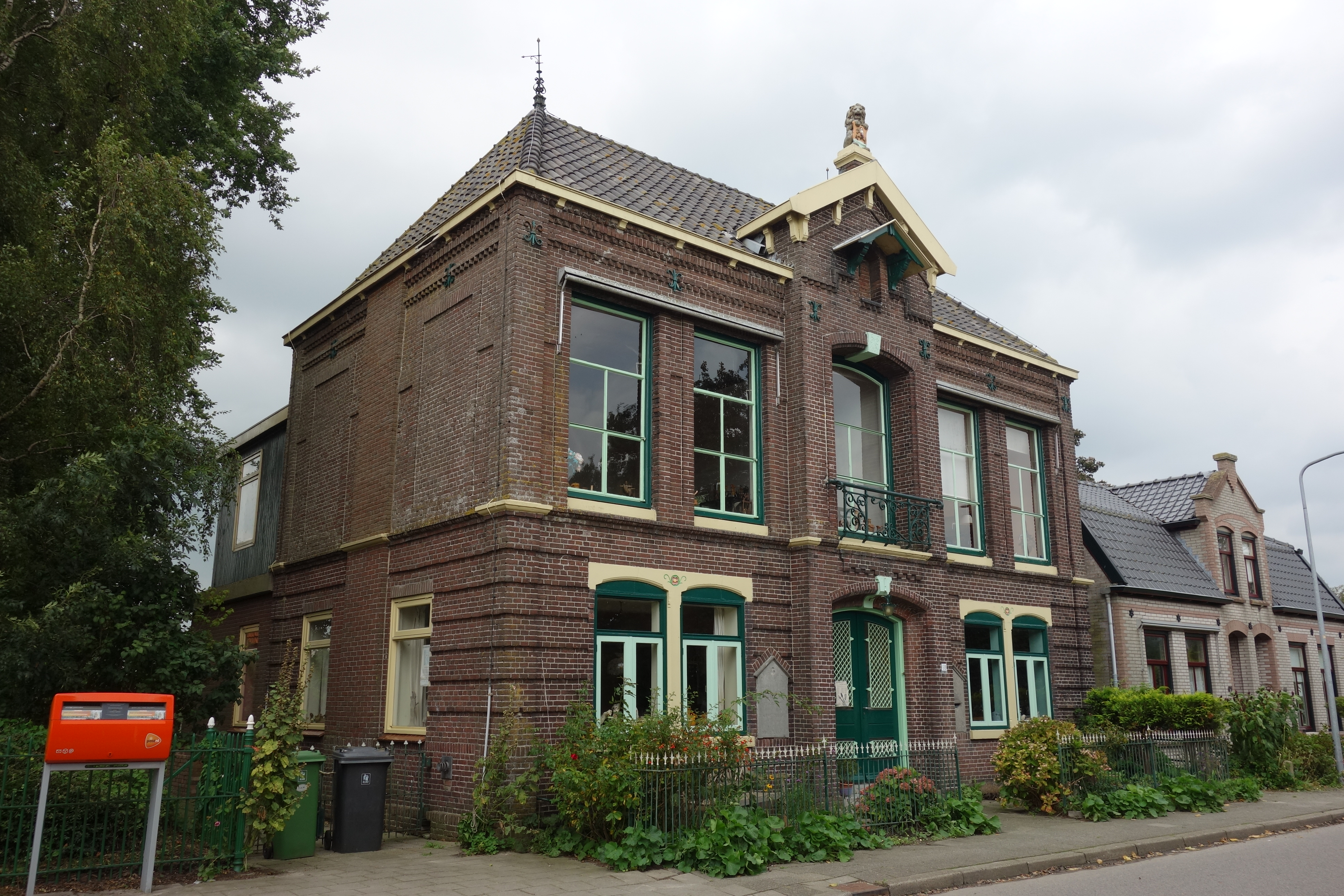
Будинок у Гростгейзені
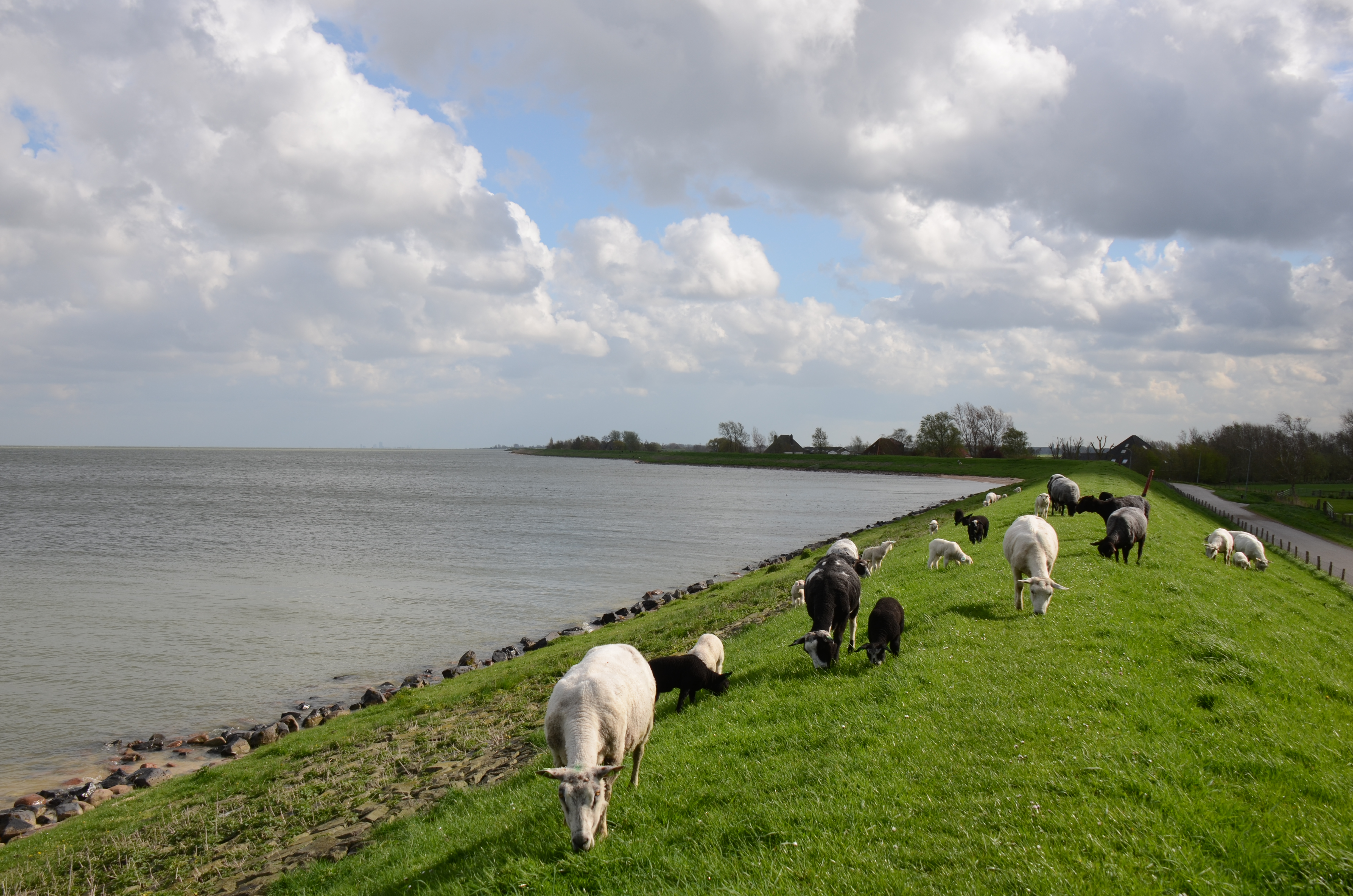
Узбережжя озера Маркермер
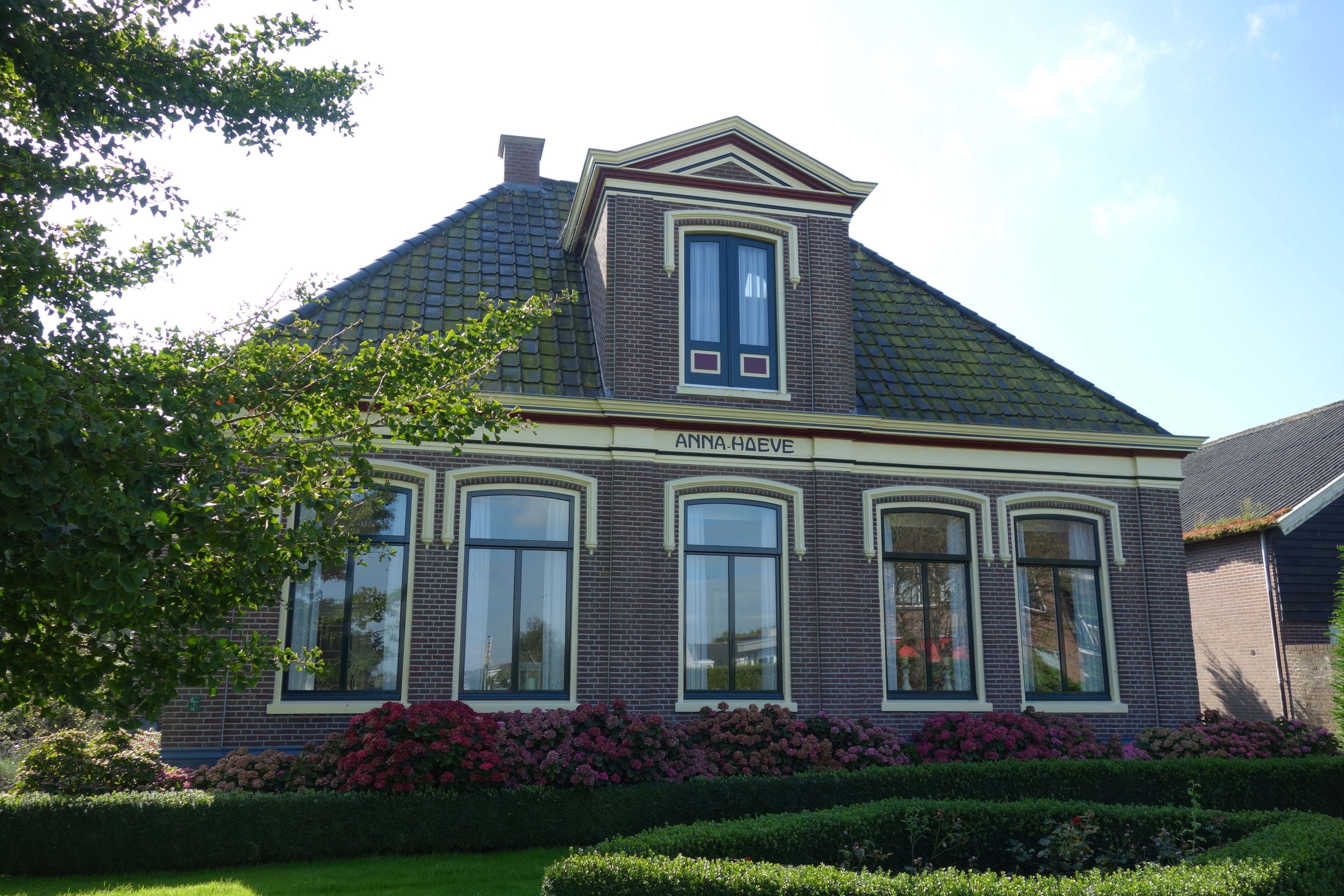
Маєток у Беркгауті